# سن-ژان-دو-دیو، کبک
سن-ژان-دو-دیو (به فرانسوی: Saint-Jean-de-Dieu) شهری در منطقه شهری له باسک ناحیه با-سن-لوران در استان کبک کانادا است. در سرشماری سال ۲۰۱۱ این شهر ۱٬۷۴۹ نفر جمعیت داشته‌است و مساحت آن ۱۵۱٫۳۲ کیلومتر مربع است.